# Badminton-Bundesliga 1982/83
Die Badminton-Bundesligasaison 1982/83 bestand aus 14 Spieltagen im Modus „Jeder gegen jeden“ mit Hin- und Rückspiel. Meister wurde der 1. DBC Bonn. Absteigen mussten das Berliner LZ und der FC Bayer 05 Uerdingen.

## Endstand
| Platz | Verein | Spiele | Spielpunkte | Punkte |
| ----- | --- | ------ | ----------- | ------ |
| 1.    | 1. DBC Bonn (Karl-Heinz Zwiebler, Roland Maywald, Gerhard Treitinger, Harald Klauer, Rolf Walbrück, Gabriele Splett, Eva-Maria Zwiebler)              | 14     | 85:27       | 27:01  |
| 2.    | TV Mainz-Zahlbach (N) (Thomas Künstler, Stefan Frey, Jürgen Gebhardt, Olaf Rosenow, Mathias Klein, Mechtild Hagemann, Gabi Simon, Heike Gebhardt)     | 14     | 88:24       | 24:04  |
| 3.    | OSC 04 Rheinhausen (Rolf Heyer, Mathias Heger, Michael Ferlings, Joachim Schulz, Udo Kamperdicks, Ulrich Schäfers, Kirsten Schmieder, Karin Schäfers) | 14     | 59:53       | 17:11  |
| 4.    | STC Blau-Weiß Solingen | 14     | 60:52       | 16:12  |
| 5.    | TuS Wiebelskirchen | 14     | 44:68       | 09:19  |
| 6.    | FC Langenfeld (N) | 14     | 37:75       | 07:21  |
| 7.    | Berliner LZ (N) | 14     | 41:71       | 06:22  |
| 8.    | FC Bayer 05 Uerdingen | 14     | 34:78       | 06:22  |